# Red časti materinstva
Red časti materinstva (rusko Орден «Материнская слава») je civilno odlikovanje Sovjetske zveze, ki je bilo ustanovljeno 8. julija 1944.

## Kriteriji
Red časti materinstva 1. razreda je bil podeljen materam 9 otrok, 2. razreda 8 otrok in 3. razreda 7 otrok.

## Opis

### Red časti materinstva 1. razreda
Red je iz srebra, pozlačen in emajliran.

### Red časti materinstva 2. razreda
Red je iz srebra, delno pozlačen in emajliran.

### Red časti materinstva 3. razreda
Red je iz srebra; pentlja je emajlirana.

## Nosilke
Podeljenih je bilo okoli 500.000 redov 1. razreda, 1.000.000 2. razreda in okoli 2.000.000 3. razreda.